# Guadalquivir (banda)
Guadalquivir es una banda de jazz-rock y rock andaluz, activa entre 1977 y 1983, y desde 2005 hasta la actualidad.

## Estilo
Guadalquivir forma parte del llamado rock andaluz, aunque aparece en la última época de dicha corriente. Frente a grupos como Triana, Alameda o Imán, que desarrollaban su trabajo influenciados por la tradición del rock sinfónico, Guadalquivir proviene de influencias jazzísticas y, por tanto, su obra se enmarca en el jazz fusión, aunque con las características propias del rock andaluz:
- Utilización de ritmos relacionados con el flamenco, especialmente la bulería y la rumba.
- Desarrollo de solos con presencia de fraseos y melismas aflamencados.
- Recurso a iconografía, imágenes y mitología "andaluza" en los temas y títulos.

## Miembros de la banda
No todos los miembros de la banda eran andaluces y, de hecho, el grupo tomó forma en Madrid, lugar donde residían sus miembros. Los líderes de la banda, fueron sus guitarristas, Luis Cobo (más conocido como "Manglis") y Andrés Olaegui. El resto de la formación, no eran andaluces: Pedro Ontiveros (saxo soprano, saxo alto y flauta), Jaime Casado (bajo) y Larry Martin (batería).

## Trayectoria

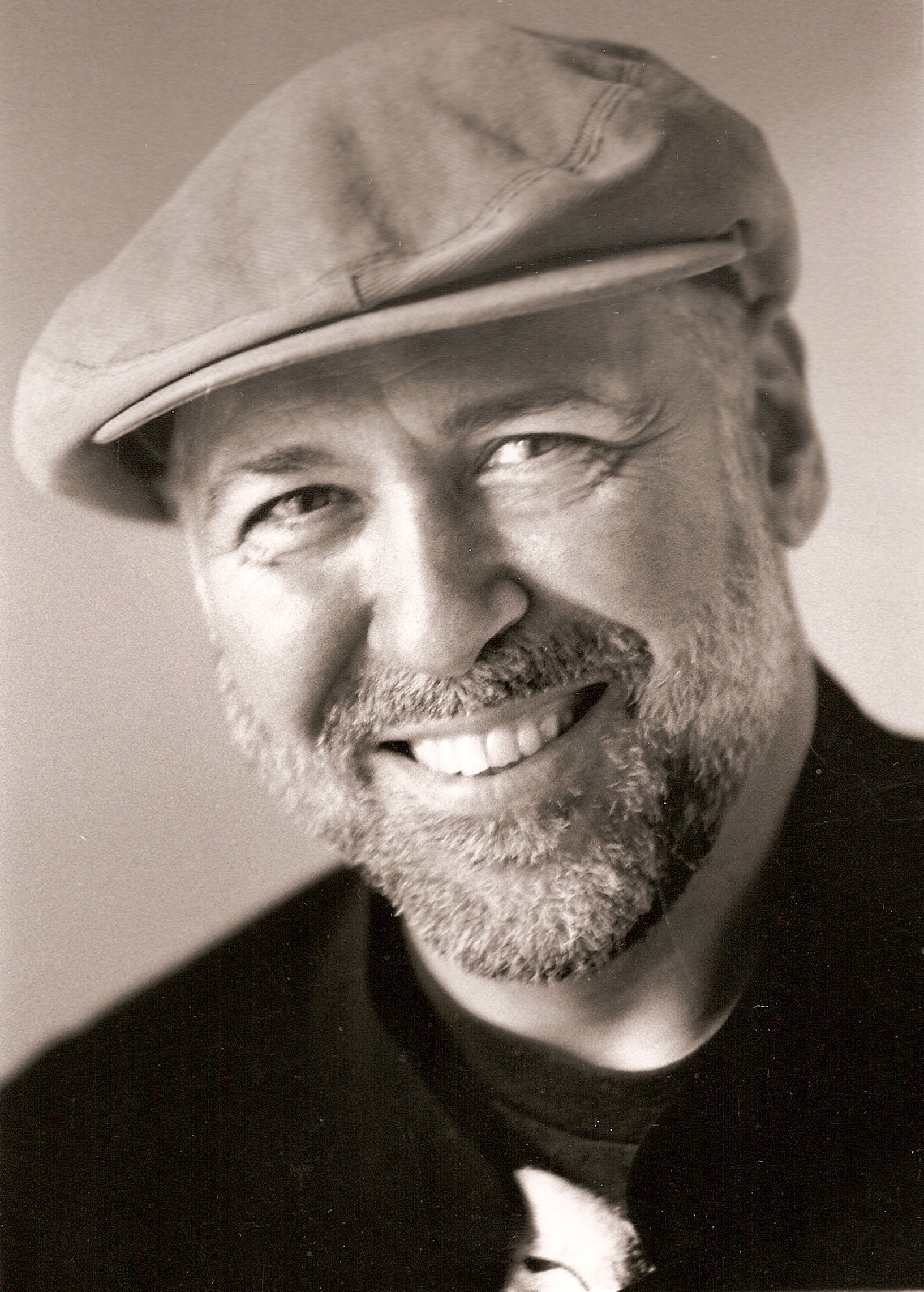
El Manglis, después de la época de Guadalquivir

La banda se fundó a iniciativa de El Manglis, que había estado en numerosos grupos de su ciudad natal, Sevilla, y había colaborado con bandas básicas como Smash. El embrión de Guadalquivir fue el grupo Manantial, del que ya formaban parte Andrés Olaegui y Luis Cobo Manglis, y el nombre del grupo se inspira en el tema que Manglis compuso para el LP Al-Andalus, de Miguel Ríos.
Sin embargo, Guadalquivir no fue una banda de primera línea, en lo que a ventas se refiere, aunque sí tuvo una considerable influencia en otras muchas bandas de la época (La granadina La Banda del Tío Paco, que incluía al guitarrista Nono García; la banda del guitarrista de Badajoz, Tomás Vega, llamada también Vega; Cai, el grupo seminal del pianista gaditano Chano Domínguez; el grupo sevillano Aljarafe, etc.)
Fichados por la discográfica EMI, publicaron en 1978 un primer disco muy bien recibido por la crítica, que les permitió realizar un par de giras por toda España. Uno de los temas de este disco, Baila Gitana, tuvo una cierta presencia en los charts radiofónicos. Su segundo disco, Camino del concierto, tiene una orientación más marcadamente jazz-rock. Para su tercero, Después del silencio, en el que homenajean a Jesús de la Rosa, ya no están en la banda ni "El Manglis", ni Pedro Ontiveros, y los arreglos utilizan de forma muy marcada los teclados. En este último disco, así como en los conciertos de sus últimas giras, Jorge Pardo, entonces en el grupo Dolores, sustituyó a Pedro Ontiveros en los saxos. Con esta formación realizaron una gira por Centroeuropa, especialmente por Polonia, junto al grupo de jazz-rock polaco Crash. En 1984, Guadalquivir se disolvería.
Desde 2005, el grupo volvió a su actividad, ya que fueron requeridos para diversos festivales, como el del Lago de Bornos de 2007, o la Bienal de Flamenco de Sevilla en 2009. En la formación actual, sólo siguen estando tres de los miembros originales: Manglis, Andrés Olaegui, y Pedro Ontiveros. Sumados a estos, encontramos colaboradores habituales como Luis Gallo en la guitarra flamenca, Nantha Kumar en las tablas, Javier Santana en el bajo o Valentín Iturat en la batería. En 2019 publicaron su último disco, Guadalquivir 40 Aniversario. Esta nueva etapa, el grupo continua con el jazz-rock como principal corriente musical, pero existe una novedad importante, y es la gran influencia de la música india en este último álbum y en sus recientes conciertos. Esto se debe a la evolución de los últimos trabajos de Manglis, que se centran en la fusión este tipo de música étnica, siendo demostrada su gran influencia con la incorporación del tablista Nantha Kumar al grupo, uno de los colaboradores habituales de Manglis.
En sus discos colaboraron artistas como Josep Mas "Kitflus", el percusionista Rubem Dantas, Manuel Marinelli (teclista de Alameda), Pedro Ruy-Blas, el saxofonista y percusionista Tito Duarte y el guitarrista flamenco Diego Carrasco.

## Discografía
- Guadalquivir (EMI-Harvest, 1978)
- Camino del concierto (EMI-Harvest, 1980)
- Después del silencio (Caskabel, 1983)
- Guadalquivir 40 Aniversario  (Guadalquivir, 2019)
- Live Bilbao 1980 (5 Lunas, 2023)
- Ole Corea! (5 Lunas, 2024)

|                     |
| Guadalquivir. 1978. |

|                             |
| Camino del concierto. 1981. |

|                             |
| Después del silencio. 1983. |

|                       |
| 40 Aniversario. 2019. |